# Leurus caeruliventris
Leurus caeruliventris är en stekelart som först beskrevs av Cresson 1868.  Leurus caeruliventris ingår i släktet Leurus och familjen brokparasitsteklar. Inga underarter finns listade i Catalogue of Life.